# Хэскелл, Уильям Нэфью
Уильям Нэфью Хэскелл (англ. William Nafew Haskell; 13 августа 1878 года, Олбани, штат Нью-Йорк; — 14 августа 1952 года, Гринвич, штат Коннектикут), американский военный и общественный деятель, генерал-лейтенант. Выпускник Военной академии США в Вест-Пойнте. Участвовал в Филиппино-американской и Первой мировой войнах.
В звании полковника был директором представительства Американской администрации помощи (АРА) в Советской России всё время его существования (1921—1923). Активно выступал за дипломатическое признание Советской России Соединенными Штатами, вопреки личному запрету Герберта Гувера.
Советские издания периода холодной войны называли Хэскелла организатором вывоза из России музейных ценностей и икон. Советский автор А. Поляков приписывал ему слова: «Надо спасти от большевиков русские ценности и отправить их в Америку; там они будут в сохранности».
В 1920-х годах командовал Национальной гвардией штата Нью-Йорк. В период Второй мировой войны Хаскелл был главой Управления гражданской обороны (Office of Civilian Defense); после войны также занимался вопросами гражданской обороны.